# 보가르 공항
보가르 공항(페로어: Vága Floghavn, 덴마크어: Vágar Lufthavn, IATA: FAE, ICAO: EKVG)은 페로 제도에 있는 유일한 공항이다.
보가르 공항은 페로 제도의 수도 토르스하운이 있는 스트레이모이섬의 서쪽에 위치한 보가르섬에 있다. 바로 옆에는 페로 제도에서 가장 큰 호수인 쇠르보그스바튼 호수가 있다. 이 공항은 주위가 산으로 둘러싸여 있으며, 난기류나 안개가 발생하기 쉽고 활주로가 짧아서 착륙이 어려운 공항으로 알려져 있다.

## 역사
제2차 세계 대전 당시 영국 육군 왕립 공병대가 군용기 이착륙을 위해 지었다. 1942년 가을에 첫 항공기 운항이 시작되었으며 전쟁이 끝난 후엔 1963년까지 사용되지 않은 채 방치되었다.
2002년에는 보가르섬과 스트뢰뫼섬 사이에 해저터널인 보가르 터널이 개통되어 토르스하운과 공항은 도로로 연결되었다.

## 운항 노선
| 항공사                 | 목적지 |
| ---------------------- | --- |
| 애틀랜틱 항공          | 베르겐, 빌룬드, 코펜하겐, 에든버러, 파리 (샤를 드 골), 레이캬비크 계절편: 올보르, 바르셀로나, 그린카나리아, 팔마 데 요르카 |
| 애틀랜틱 항공 헬리콥터 | 디문, 프루바, 하타르빅, 키르크자, 클라스빅, 콜툴, 마이카인스, 스쿠보이, 스비노이, 토르샤븐                                 |
| 스칸디나비아 항공      | 코펜하겐 |